# علم دراسة الحيتانيات

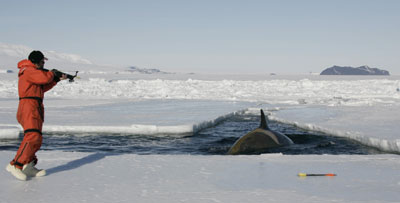
عالم يطلق سهماً لأخذ خزعة من حوت قاتل. سيعمل السهم على كشط قطعة صغيرة من جلد الحوت ومن ثم يرتد عن الحيوان دون أن يتسبب بإذائه.

الحِيتانيَّات هو علم دراسة الحيتانيات اشتق اسمه العلمي Cetology من اللغة الإغريقية حيث "kētos" تعني الحوت و "logy" تعني علم. هذا العلم هو فرع من فروع الثدييات البحرية. يدرس هذا العلم حوالي ثمانين نوعاً من الحيتان ودخس، وخنازير البحر حسب النظام العلمي للحيتانيات. يسعى العلماء المتخصصون بدراسة الحيتان إلى فهم وشرح تطور الحيتانيات وتوزيعها وعلم التشكل وسلوكها وخصائص مجتمعاتها، وغير ذلك.

## تاريخ هذا العلم
تم تسجيل العديد من الملاحظات حول رتبة الحيتان منذ العصور الكلاسيكية على الأقل. ففي اليونان القديمة أحدث الصيادون شقاً في الزعنفة الظهرية للدلافين التي تقع في شبكات الصيد بحيث يمكن تمييزها عن بعضها البعض بعد سنوات.
منذ حوالي 2300 سنة، سجّل أرسطو ملاحظات عن الحيتان بعناية أثناء السفر على متن قوارب الصيادين في بحر إيجة. في كتابه تاريخ الحيوانات (Historia animalium)، كان أرسطو قادراً على التمييز بين حوت باليني والحيتان المسننة، ولا تزال التصانيف التي اعتمدها مستخدمة إلى اليوم. كما وصف حوت العنبر والدلفين العادي، مشيراً إلى أنها تعيش إلى عمر خمسة وعشرين أو ثلاثين عاماً على الأقل. أعتبرت ملاحظات وتصانيف أرسطة إنجازاً رائعاً في حينه، لكن من الصعب جداً تقدير أعمار الحيوانات البحرية من الرئيسية حتى في وقتنا الحاضر. بعد وفاة أرسطو، فقدت الكثير من المعرفة التي اكتسبت حول الحيتانيات، إلا أنه أعيد اكتشافها خلال عصر النهضة.
كانت معظم النصوص التي وصلت إلينا من العصور الوسطى من إسكندنافيا وأيسلندا، ومعظمها يعود لمنتصف القرن الثالث عشر. يصف أحد النصوص أنواع مختلفة كانت تعيش حول جزيرة آيسلندا. وتذكر تلك النصوص «عفاريت» كانت أسنانها كالكلاب، وهي عدوانية اتجاه الحيتان الأخرى كعدوانية الكلاب البرية اتجاه الحيوانات الأرضية الأخرى. كما صوّر النص تقنية صيد العفاريت.
تصف المناظير بعض الحيتانيات الأخرى كحوت العنبر وحريش البحر. فقد شوهدت هذه الحيوانات عدة مرات ووصفت على أنها وحوش مرعبة، كقتلة الرجال ومدمرات السفن. حتى أنها كانت تسمى أسماء غريبة كالحوت الخنزير والحوت الحصان والحوت الأحمر. لكن لم توصف كافة الحيتانيات بأنها شرسة. فقد وصف بعضها بأنها جيدة كالحيتان التي دفعت المياه التي تحوي أسماك الرنجة إلى الشاطئ، الأمر الذي أعتبر مفيد جداً للصيادين.
استندت العديد من الدراسات المبكرة على العينات الميتة وعلى علم الأساطير. وقد كانت المعلومات القليلة التي تم جمعها عبارة عن عينات عادية طويلة وقاسية من الجسم الخارجي. نظراً لأن هذه الحيوانات تعيش فترة طويلة من حياتها في الماء، لم تتوفر للعلماء الأوائل التكنولوجيا لدراسة هذه الحيوانات أكثر مما عملوا. لم تتغير الدراسات حتى القرن السادس عشر. حيث أثبتت الدراسات أن الحيتان حيوانات ثديية وليست أسماكاً.
جادل أرسطو طويلاً حول ما إذا كانت الحيتان من الثدييات. لكن بلينيوس الأكبر ذكر أنها أسماك، وأن هذا الرأي اتبع في العديد من دراسات التاريخ الطبيعي. لكن بيير بيلون (1517-1575) وج. رونديليت (1507-1566) اصرّا على أنها ثدييات. أوضح هذان العالمان أن للحيتان رئات وأرحام كالثدييات تماماً. لكن لم يتم اعتبارها ثدييات فعلياً حتى عام 1758 حينما نشر عالم النبات السويدي كارلوس لينيوس الطبعة العاشرة من نظام الطبيعة (كتاب).
بعد ذلك بعقود، الفرنسي جورج كوفييه المختص بعلم الحيوان وعلم الأحياء القديمة (1832-1769) الحيتان على أنها ثدييات دون رجلين خلفيتين. تم تجميع العديد من الهياكل العظمية وعرضت في متاحف التاريخ الطبيعي الأولى. وبإلقاء نظرة فاحصة ومقارنتها بغيرها من أحافير الحيوانات المنقرضة، استنتج علماء الحيوان أن الحيتان جاءت من عائلة الثدييات القديمة التي ظهرت على الأرض.
بين القرنين السادس عشر والعشرين الميلاديين، كانت معظم المعلومات التي توفرت قد أتت من صائدي الحيتان. كان صائدو الحيتان الأكثر دراية بتلك الحيوانات، لكن معلوماتهم كانت أكثر ما يكون عن مسارات الهجرة والتشريح الخارجي، والقليل منها كان عن السلوك. خلال عقد الستينيات من القرن العشرين، بدأ بدراسة الحيتانيات بشكل مكثف، وتم ذلك من قبل معاهد أبحاث مختصة كمعهد تيثيس للأبحاث في ميلان. وقد جاء هذا الاهتمام من القلق على تلك الحيوانات غير الأليفة التي تهددها الخطر جرّاء أسرها، وقد أصبحت الدلافين تكتسب شعبية في عروض المتنزهات البحرية.

## مجلات ذات صلة
- عرض عام للثدييات
- مجلة علم الحشرات ودراسات علم الحيوان
- علم دراسة الحيتان